# 反グローバリゼーション
反グローバリゼーション（はんグローバリゼーション、英: anti-globalization）または反グローバリズム（はんグローバリズム、英: anti-globalism）は、グローバリゼーションに反対する主張や運動などを指す呼称。

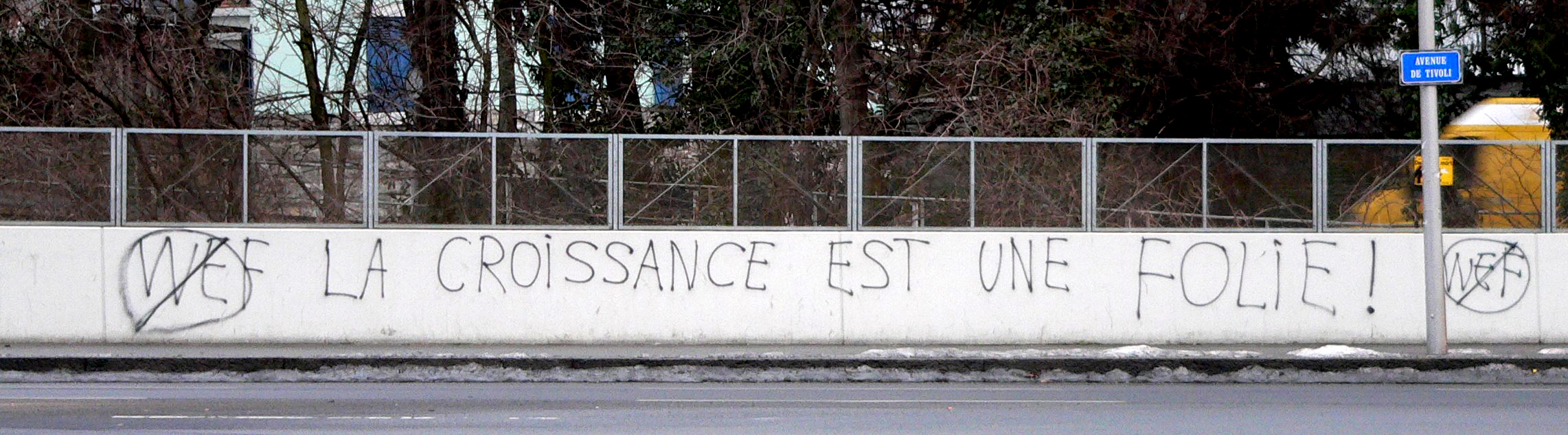
ローザンヌでの反WEF（反ダボス会議）を訴える落書き。 La croissance est une folie (経済成長こそが狂気だ).

反グローバリゼーションは必ずしも統一された思想ではなく、グローバル資本主義に反対する様々な社会運動を包括した呼び名である。こうした考えや運動は、環境・開発などのNGOや学生・労働者・農業団体などから幅広く支持を集めている。また、支持者の政治指向も従来のリベラルと保守の域を超え、例えば、不法滞在・治安悪化への危惧という右派的な主張や、移民の増加により国内労働者の仕事が奪われるなど左派的な主張がある。

## 概要

### 左派
とくに90年代以降、主に左派によるグローバル資本主義、新自由主義批判と被抑圧労働者としての移民労働者との連帯を掲げる運動が始まった。
反グローバリゼーションの嚆矢になった出来事は、1999年11月30日～12月2日にシアトルで開かれたWTO総会反対デモである。この時期は、他にも2000年4月15日～4月16日のIMF年次総会反対デモなど、ワシントンD.C.の世界機関が主導するグローバリゼーションに抗議するデモが特徴である。
一部は"Global Justice Movement" や"Movement of Movements"、または「下からのグローバリゼーション」といった用語を用いている。また、特にフランスでは「もう一つの世界を志向する人たち」という意味で"Altermondialiste"（アルテルモンディアリストゥ、彼らの思想や行動はAltermondialisme―アルテルモンディアリスム）という用語も頻繁に使われる。

### 右派
欧州の左派政党は冷戦終結後の中道化（第三の道）で、福祉の削減、民営化の促進、規制の緩和、欧州統合などに舵をきっており、受け皿とならなかったことで反グローバリゼーションの右傾化の流れが生じた。
2008年秋の世界同時不況を契機に、欧州の経済成長鈍化、ギリシャ危機、新興国とりわけ中国の経済成長、アラブの春・アラブの冬による難民問題などを経て、2010年代後半には自由貿易や欧州統合、移民受入れを批判し、自国本位とする風潮が表面化した。左派と違い資本主義そのものへの批判は欠いている事が多い。
2016年、イギリスでは欧州連合からの離脱の是非を問う国民投票が行われ、移民流入制限などを唱えた離脱派が勝利した。2016年アメリカ合衆国大統領選挙で勝利したドナルド・トランプも環太平洋連携協定（TPP）などの枠組みを否定し、米国第一を掲げる保護主義的政策を打ち出した結果、グローバル化を嫌悪する有権者の投票を集めた。これと前後してヨーロッパでも反EU反移民を掲げる政党が相次いで躍進した。

### 日本
日本では2010年代後半から2020年代前半にかけて左派ではれいわ新選組、右派では参政党、日本保守党が議席を獲得した。
また一般に財界寄りとされる自由民主党もグローバリゼーションに批判的な評論家である三橋貴明を2010年参院選に出馬させたことがある。三橋は一概に「自由」「保護」と区分できるわけではなく、ある国が置かれた環境も考慮すべきと述べている。

## 活動
1990年代以降、国際会議の開催地に結集し、集会やデモンストレーションなどを行いグローバル化（globalization）に反対する。反グローバリズム運動が広く注目されるようになったきっかけは、1999年にシアトルで開催されたWTO閣僚会議（第3回世界貿易機関閣僚会議）の際に、人間の鎖による会場包囲で開会式が中止となり、約5万人が参加したデモの最中に一部暴徒化した参加者が商店を破壊し警察と衝突したことにより緊急事態宣言が出され、これが主要メディアで報道されたことによる。

### 特徴
経済学者の伊藤元重は「グローバル化の動きが、世界の経済成長に大きな貢献をしたことは否定できない事実であるが、一方で国家間の格差を広げ、地球環境悪化の原因にもなっているという厳しい批判が出ている。批判は途上国の政府だけでなく、先進国のNPOのような市民団体も反グローバル化活動の中心となっている」と指摘している。
経済学者のジャグディーシュ・バグワティーは、反グローバル化運動の参加者たちは、新興国・途上国から低価格の商品が入ることで雇用が脅かされると懸念する先進国の労働組合関係者、グローバル化が地球環境を破壊すると主張する人々、グローバル化によって途上国の労働者が搾取されていると主張する人々、市場経済にそもそも反対な共産主義者などさまざまなバックグラウンドをもっていると指摘している。
経済学者のジョセフ・E・スティグリッツは、グローバリゼーションの必要性は認めた上、反グローバリゼーションはむしろG8・WTO合意などワシントン・コンセンサスに対する反対を示すものと見ている。
中野剛志はリーマン・ショックによる世界同時不況でユーロバブルが崩壊すると、ギリシャのデフォルト問題が生じたが、EUは財政的に統合されていないため、ドイツなどの財政上余裕がある国の判断でデフォルトの救済が決定した。その際にドイツ国民がギリシャ救済に拒否感を示したことについて、グローバル化にナショナリズムや民主主義が抵抗している構図であったと述べている。また、ブリュッセルに集まるヨーロッパのエリートにはコスモポリタンの伝統があり、グローバル化を推進したが、民主主義主体である一般層にはその国の文化や伝統に密接に関っており、そう簡単に国境を越えられず、フランスの農家・ジョゼ・ボヴェの例を出し、民主主義の民主的な声というのはアンチグローバル化であるとしている。

### 反論
経済学者の野口旭は「反グローバリズム派によるグローバリズム批判は、国内経済・地域経済の自律性を確保すべきという性質を持っている」「世界中の根強い『反グローバリズム』の根底にあるのは、自国の経済が貿易という捉えどころの無いものによって変えられていく嫌悪感なのかもしれない」「グローバル化それ自体への感情的な反発は、ある種の排外主義と言わざるを得ない」と指摘している。
野口は「グローバル化の中で、比較劣位の産業が厳しい構造調整を強いられてきた。絶えざる構造調整のしわ寄せを受け続けてきた労働者・農業生産者がグローバリゼーションを制限することで苦痛から逃れたいと運動することは、当事者にとっては当然の行動である」としたが、「グローバリゼーションの波はいくつか残っている『閉じられた社会』にも、二十一世紀の早い段階に必ず及んでくる。マルクスはかつて、その過程を『資本の文明開化作用』と呼んだ。行うべきは、その作用を阻害するのではなく、むしろ推進することである」と指摘している。
経済学者の八代尚宏は「若者の雇用機会減少や賃金格差の拡大を改善するためには、政治的圧力のみならず、市場の活用を推進するべきである。世界的に貿易が拡大する中で、労働生産性・賃金の差の拡大が生じている。反グローバリズムを唱えても、世界の潮流から取り残されじり貧になるだけである」と指摘している。